# St. Johannes der Täufer (Ferna)

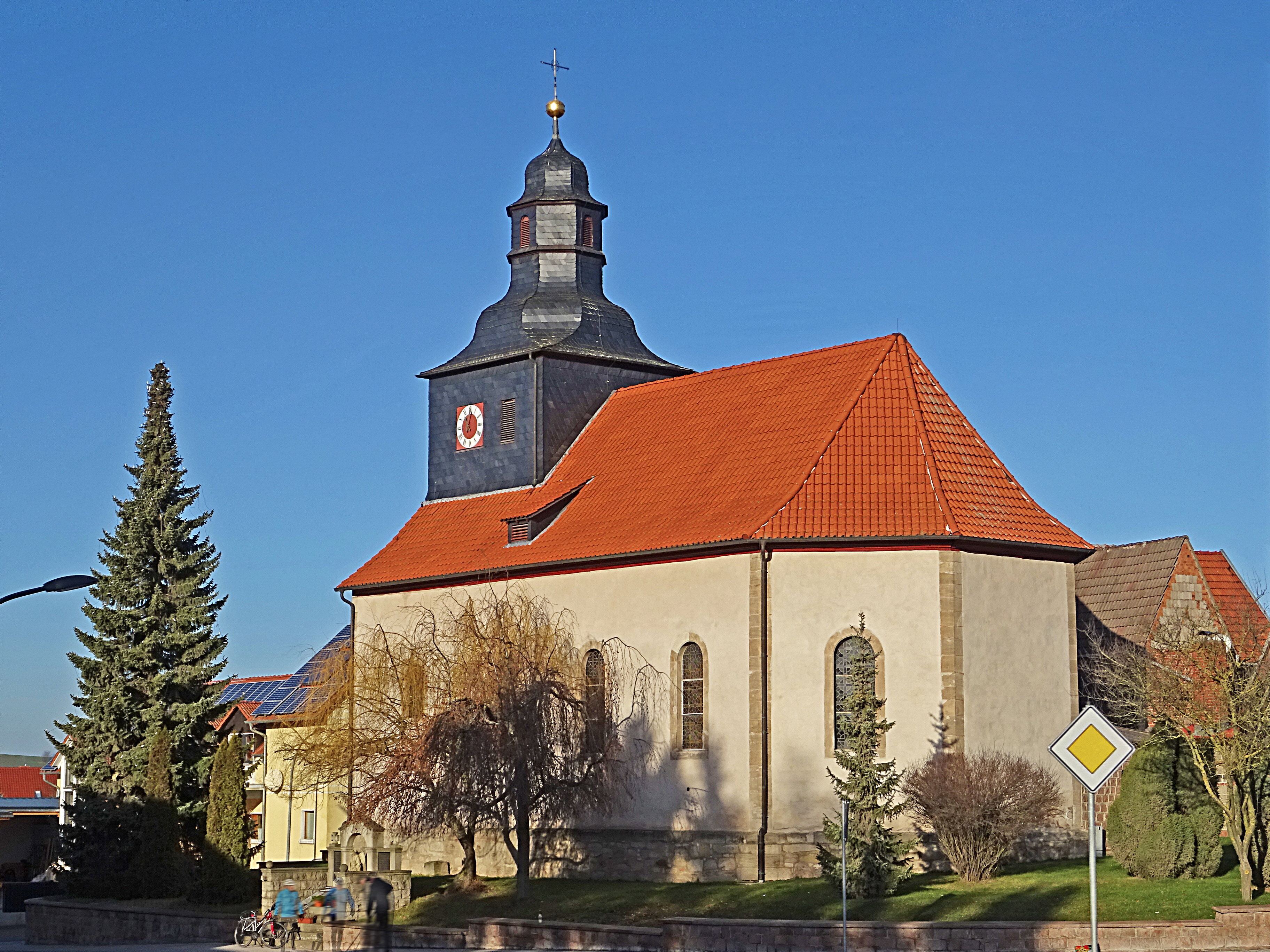
Römisch-katholische Kirche St. Johannes der Täufer in Ferna

Die römisch-katholische Filialkirche St. Johannes der Täufer steht in Ferna im thüringischen Landkreis Eichsfeld. Sie ist Filialkirche der Pfarrei St. Andreas Teistungen im Dekanat Leinefelde-Worbis des Bistums Erfurt. Sie trägt das Patrozinium des heiligen Johannes des Täufers.

## Geschichte
Der Bau der Kirche wurde 1736 begonnen und von Weihbischof Christoph Ignaz von Gudenus 1739 geweiht.

## Architektur
Das Kirchenschiff ist ein einfacher vierachsiger Saalbau mit Rundbogenfenstern.

## Ausstattung

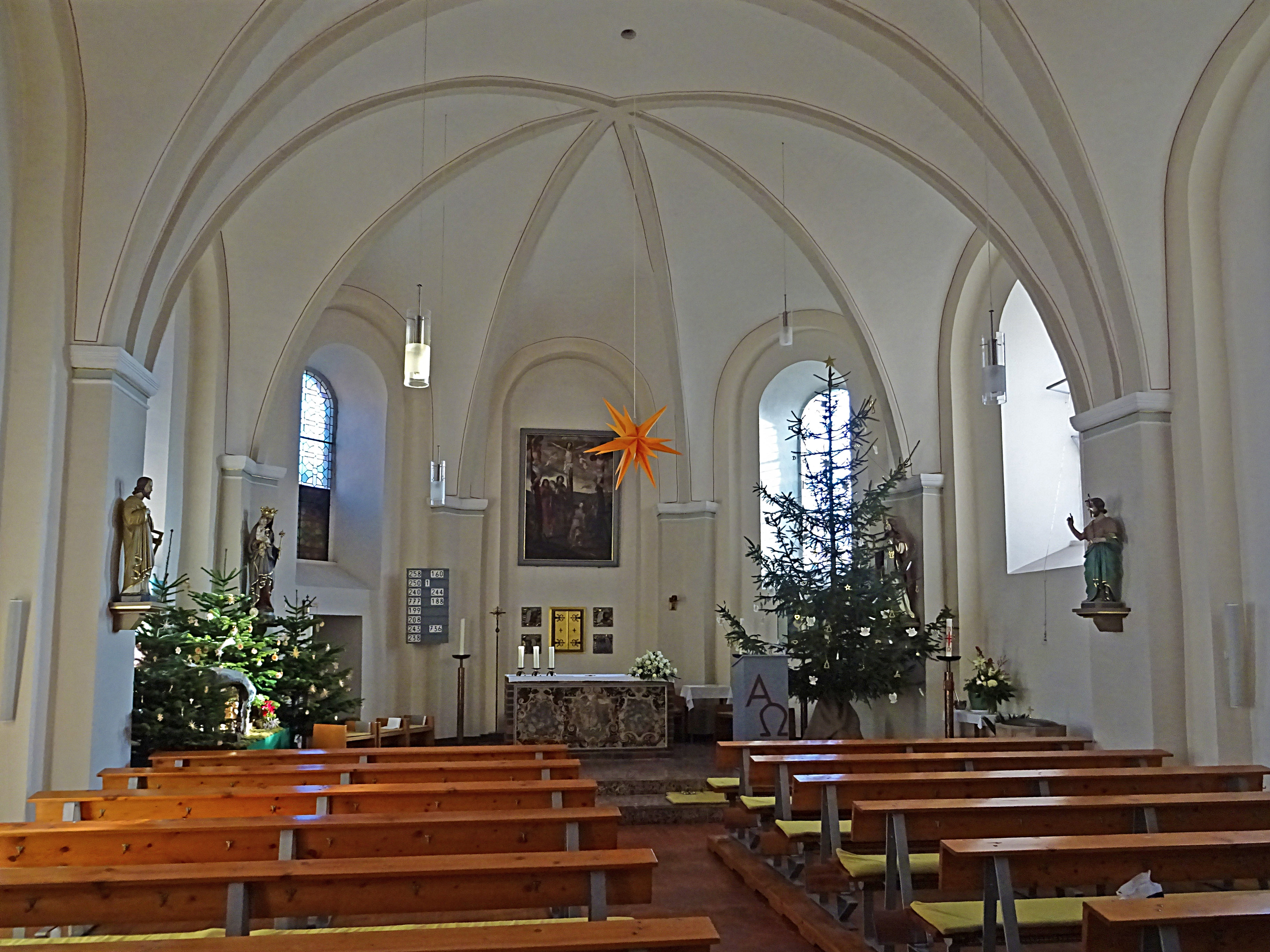
Innenansicht

Im Altarraum hängt ein Ölgemälde der Kreuzigung Christi, das um 1700 geschaffen wurde. Auf dem Tabernakel sind die Symbole der vier Evangelisten abgebildet. Aus dem Ende des 16. Jahrhunderts befindet sich unter der Empore das Bild: „Maria mit dem Rosenkranz verhilft den Christen zum Sieg über die Türken in der Schlacht bei Lepanto am 7. Oktober 1571“. Auf dem Altar Antependium ist der Traum Jakobs von der Himmelsleiter dargestellt, es stammt vermutlich aus dem Kloster Teistungenburg, wurde im 17. Jahrhundert geschaffen und ist eine Woll- und Seidenstickerei. Über dem Hauptportal befindet sich eine Darstellung von Johannes dem Täufer mit der Jahreszahl der Erbauung 1739.